# Schmiss

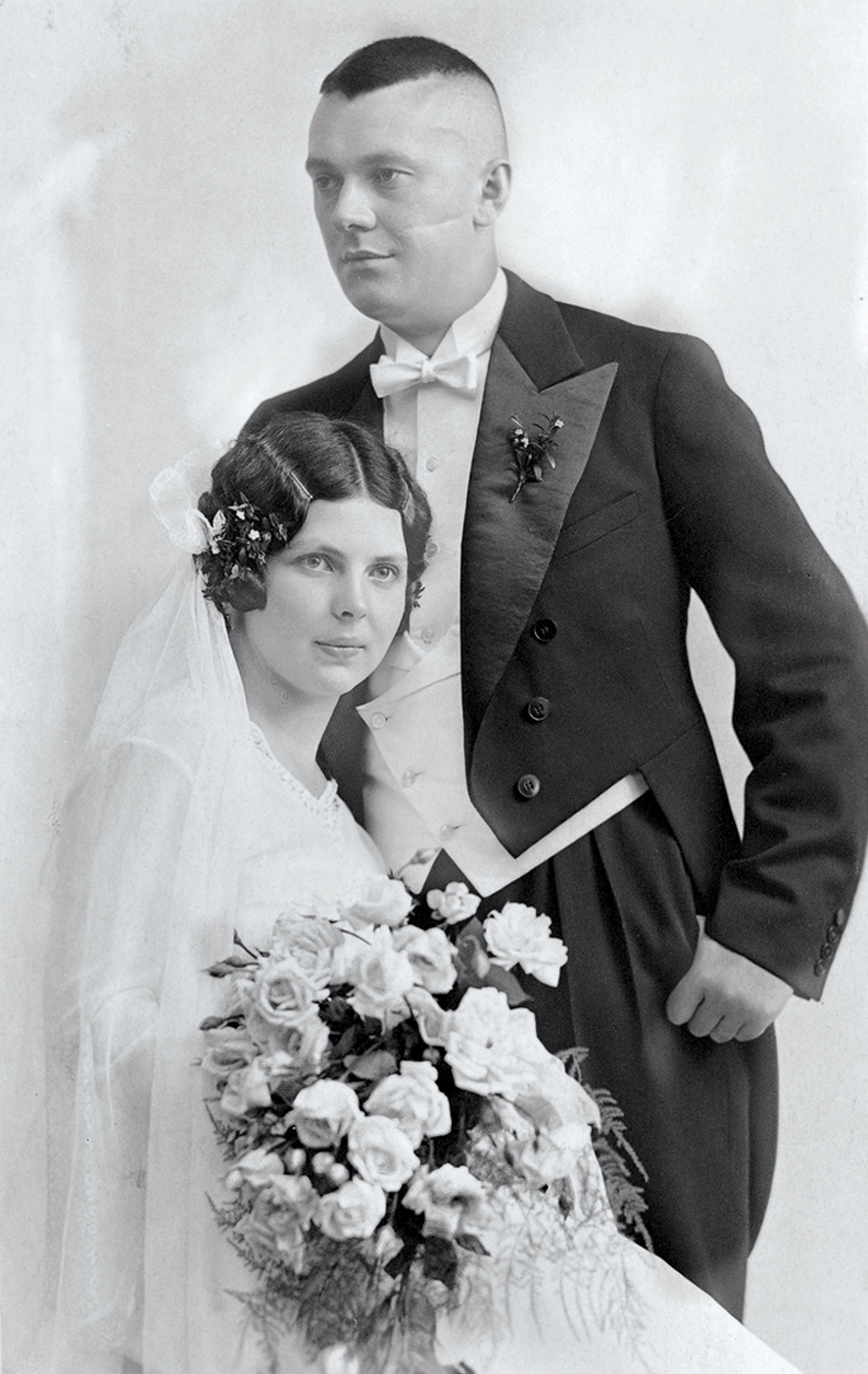
Aenne et Franz Burda, le 9 juillet 1931. Au XIXe siècle et au début du XXe siècle, les cicatrices de duel étaient considérées comme une marque d'honneur en Allemagne et en Autriche, faisant de leurs porteurs de "bons maris potentiels" pour le mariage.

Un Schmiss est une blessure par coupure subie lors d'un duel d'étudiants (mensur), ainsi que la cicatrice qui en résulte. Jusqu'à la dissolution des sociétés d'étudiants sous le nazisme, un « Schmiss » au visage était souvent considéré comme le signe distinctif typique d'un universitaire allemand. Les cicatrices de duel étaient populaires parmi les Allemands et les Autrichiens de la haute société impliqués dans la Mensur au début du XXe siècle. Étant une pratique parmi les étudiants universitaires, elle était considéré comme une marque d’appartenance sociale et d'honneur. La pratique du duel et les cicatrices associées étaient également présentes dans une certaine mesure au sein de l'armée allemande.
Les touristes étrangers visitant l'Allemagne à la fin du XIXe siècle étaient choqués de voir des étudiants, dans les grandes universités allemandes comme celles de Heidelberg, Bonn ou Iéna, arborant des cicatrices faciales – certaines anciennes, d'autres plus récentes, et certaines encore enveloppées de bandages.

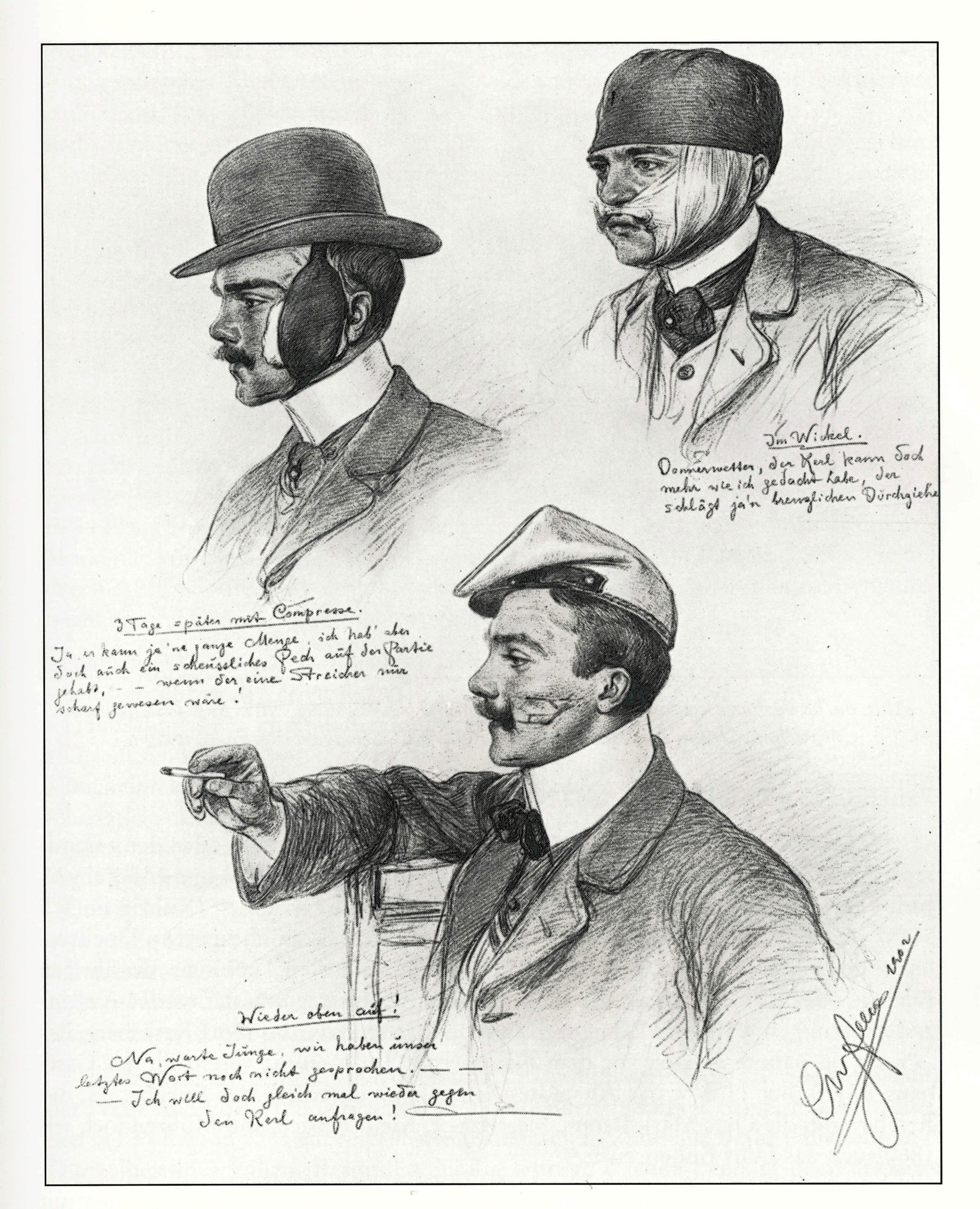
Christian Wilhelm Allers : Trois étapes de convalescence après une Mensur, 1902.

La culture des cicatrices de duel était principalement répandue en Allemagne et en Autriche, dans une moindre mesure dans certains pays d'Europe centrale, et brièvement observée à des endroits comme Oxford et d'autres universités d'élite. Les lois militaires allemandes autorisaient les hommes à se livrer à des duels d'honneur jusqu'à la Première Guerre mondiale. Sous le Troisième Reich, la Mensur est interdite dans toutes les universités conformément à la ligne du parti.
Dans le cadre du duel, il était considéré comme idéal et courageux de pouvoir se tenir debout et encaisser le coup, plutôt que d'infliger la blessure. Il était crucial de démontrer sa maîtrise du duel, mais aussi sa capacité à supporter la blessure infligée.

## Nature des cicatrices

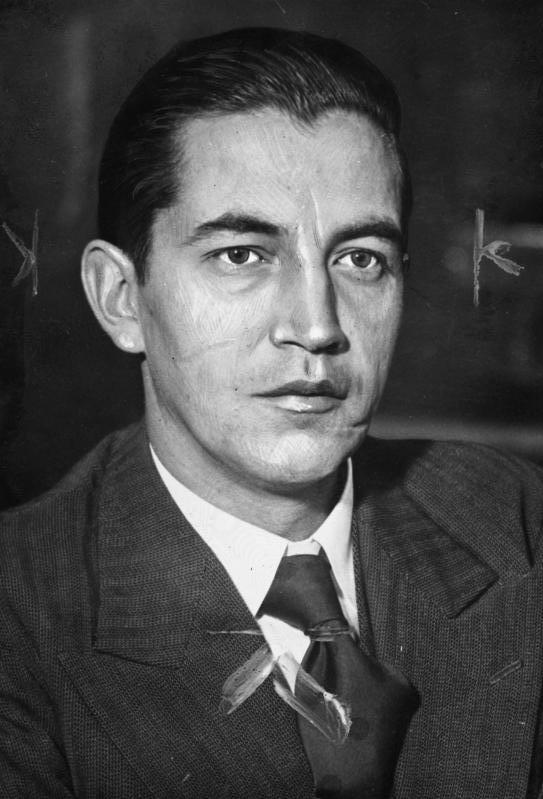
Rudolf Diels, cofondateur et directeur de la Gestapo de 1933 à 1934.

Étant donné que les épées de Mensur sont maniées d'une main et que la plupart des escrimeurs sont droitiers, les schmiss étaient généralement ciblées sur le profil gauche, de sorte que le profil droit semblait indemne. Les escrimeurs expérimentés, ayant participé à de nombreux combats, accumulaient souvent une variété de cicatrices. Un dueliste décédé en 1877 « avait participé à pas moins de treize duels mais avait 137 cicatrices sur la tête, le visage et le cou, ».

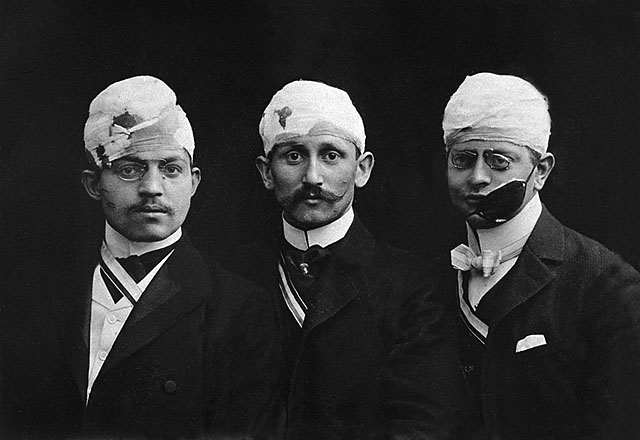
Étudiants Juifs à Heidelberg, 1906.

Les blessures étaient généralement peu graves, « causant, en règle générale, une gêne temporaire et laissant en témoignage perpétuel d'un combat bien mené. Les blessures, sauf lorsqu'elles sont infligées au nez, à la lèvre ou à l'oreille, ne sont même pas nécessairement douloureuses, et à moins que l'homme blessé ne s'adonne trop librement à la boisson, ce qui peut les faire gonfler et rougir, il est possible d'éviter de très mauvaises cicatrices. Les épées utilisées sont si tranchantes qu'elles coupent sans causer de contusions, de sorte que les blessures peuvent être étroitement pressées, ne laissant pas de grande défiguration, comme celle qui résulterait de la perte d'une oreille, ».
Parfois, des étudiants qui ne pratiquaient pas l'escrime se scarifiaient eux-mêmes avec des rasoirs en guise d'imitation, et certains ouvraient à nouveau leurs coupures en guérison pour aggraver les cicatrices, bien que cela soit généralement mal vu. Certains payaient des médecins pour leur trancher les joues. Le nombre et la gravité des cicatrices ont diminué dans les dernières années de cette pratique et quasiment disparu de l'Allemagne moderne, et la coutume a commencé à décliner après la Seconde Guerre mondiale.

## Exemples
- Gustav Stresemann
- Ludwig Bruns
- Caesar Rudolf Boettger
- Curt Silberman
- Fritz-Dietlof von der Schulenburg
- Theodor Haubach
- Ernst Kaltenbrunner
- Heinz Reinefarth
- Kurt H. Debus
- Helmuth Brückner
- Otto Skorzeny
- Rudolf Diels
- Karl Eberhard Schöngarth
- Henning Schulte-Noelle
- Thomas Strobl
- Ulrich Wetzel
- Georg Diederichs
- Heinrich Homann
- Adolf Butenandt